# Божине
Божине або Приріччя (біл. вёска Прырэчча) — село в складі Березинського району Мінської області, Білорусь. Село підпорядковане Богушевицькій сільській раді, лежить у східній частині області.